# 폴라론

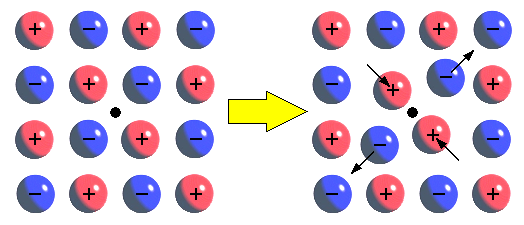

폴라론은 전자와 동반한 편극 장으로 구성된 유사 입자이다.
유전체 결정 내의 저속으로 움직이는 전자는 격자 이온과 장거리 힘으로 상호작용하며 움직이는 전자에 의해 유발된 격자의 편극과 변형의 영역으로 영구히 둘러싸인다.
결정을 통해 움직이면서 전자는 격자 왜곡을 운반한다.
그리하여 전자를 동반한 포논의 구름이라고 말할 수도 있다.

## 같이 보기
- 엑시톤